# Torbjörn Törnqvist
Torbjörn Törnqvist, född 8 november 1953 i Solna församling, är en svensk affärsman, grundare av och ägare till oljehandelsföretaget Gunvor.
Törnqvist växte upp i stadsdelen Hagalund i Solna. Efter ekonomistudier vid Stockholms universitet blev Törnqvist lärling vid oljeföretaget BP. Han anställdes 1983 av Mats Arnhög vid oljehandelsbolaget Scandinavian Trading Company, där han stannade till 1989. Därefter blev han  verkställande direktör för Inter Maritime Group, ett oljehandelsbolag i Schweiz.
Törnqvist började 1995 bedriva egna affärer med bas i Tallinn, framför allt med inriktning på Ryssland. År 1997 grundade han och Gennadij Timtjenko oljehandelsföretaget Gunvor Group, med huvudkontor i Genève. Timtjenko sålde i mars 2014 sin 43-procentiga andel till Torbjörn Törnqvist för att förekomma effekterna av de sanktioner som USA:s finansministerium införde den 20 mars samma år. Efter denna affär äger Törnqvist 87 procent av aktiekapitalet i företaget.
Han är bosatt i Genève, där han varit honorärkonsul för Sverige. Han avgick från denna post i maj 2017.